# Coelotes aguniensis
Coelotes aguniensis är en spindelart som beskrevs av Matsuei Shimojana 2000. Coelotes aguniensis ingår i släktet Coelotes och familjen mörkerspindlar. Inga underarter finns listade i Catalogue of Life.